# Élincourt-Sainte-Marguerite
Ne pas confondre avec Élincourt, une autre commune française.
Élincourt-Sainte-Marguerite est une commune française située dans le département de l'Oise, en région Hauts-de-France. Ses habitants sont appelés les Élincourtois et les Élincourtoises.

## Géographie
Entourée par les communes de Marest-sur-Matz, Mareuil-la-Motte et Vandélicourt, Élincourt-Sainte-Marguerite est située à 12 km au nord-ouest de Compiègne, la plus grande ville des environs, à 55 km au nord-est de Beauvais, 55 km au sud-est d'Amiens, 24 km au sud-est de Montdidier et 15 km au sud-ouest de Noyon.
Elincourt-Sainte-Margueritte, desservie par plusieurs routes départementales, est aisément accessible depuis l'autoroute A1 et l'ancienne route nationale 32 (actuelle RD 1032). Le chemin de grande randonnée GR123 passe dans la commune.
Le village se situe à 80 mètres d'altitude.
Louis Graves indiquait en 1850 qu'Élincourt-Sainte-Catherine  était une  « Grande commune qui occupe le versant septentrional de la vallée du Mats, et qui est couronnée au nord par des coteaux garnis de bois. Le village est assis sur la déclivité dè ces coteaux, près de leur base; il est formé de six rues principales qui partent de la place, près de laquelle est l'église paroissiale : ces rues sont pavées. La rivière du Metz traverse la région inférieure de la commune, et le ruisseau du Roue descend des coteaux vers le lit de cette rivière : plusieurs vallons à bords escarpés divisent .l'ensemble du territoire ».
Le site forestier départemental d'Elincourt-Sainte-Marguerite, d'une surface de 127 ha, a été classé espace naturel sensible.

### Communes limitrophes
| Mareuil-la-Motte | Thiescourt                  | Cannectancourt |
| Margny-sur-Matz  | Élincourt-Sainte-Marguerite |                |
| Vandélicourt     | Marest-sur-Matz             | Chevincourt    |

### Hydrographie

#### Réseau hydrographique
La commune est située dans le bassin Seine-Normandie. Elle est drainée par le Matz, le fossé du Rhuis, le Marais d'Elincourt, le Rhosne,,.
Le Matz, d'une longueur de 25 km, prend sa source dans la commune de Canny-sur-Matz et se jette  dans l'Oise à Montmacq, après avoir traversé 17 communes. 

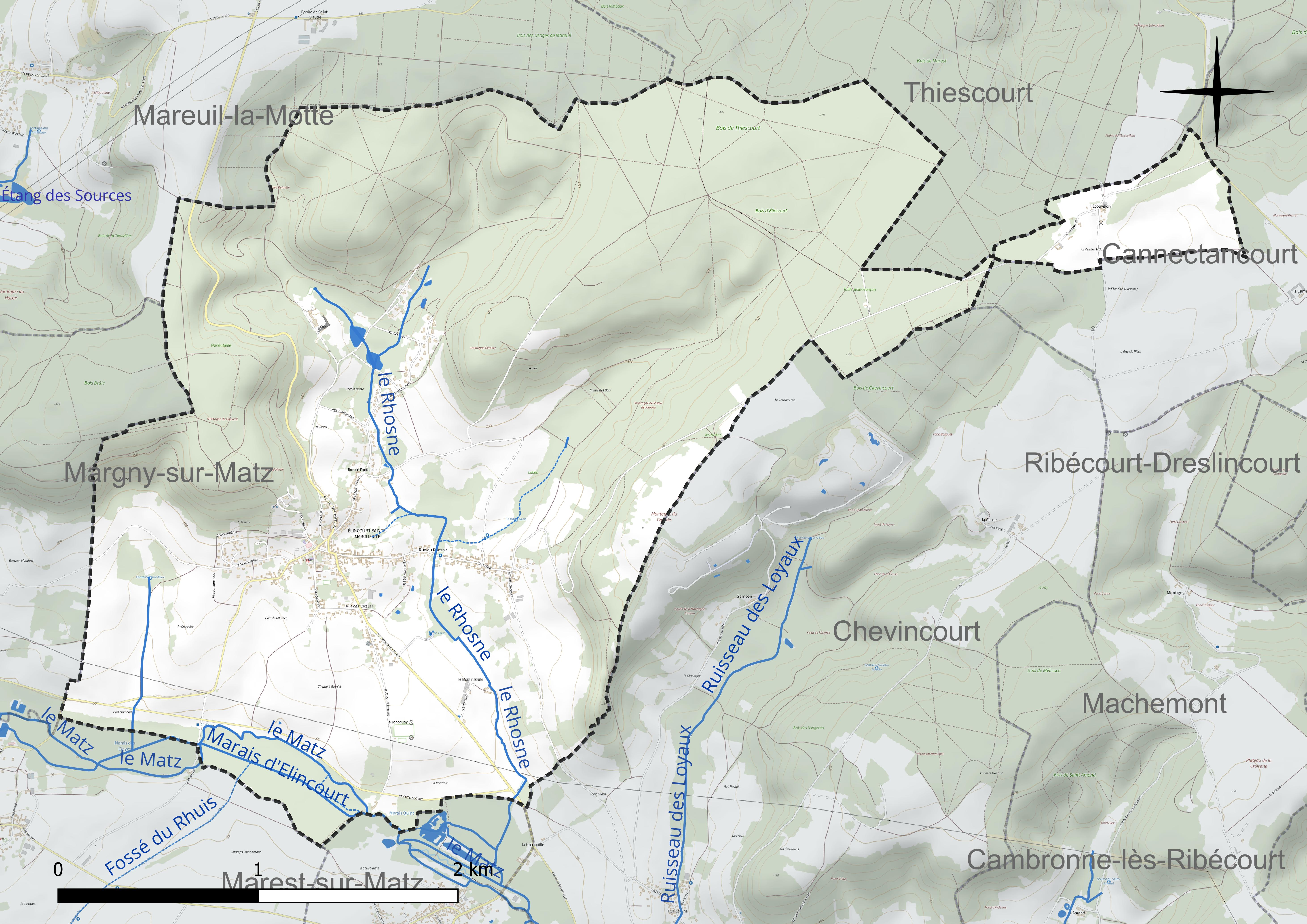
Réseau hydrographique d'Élincourt-Sainte-Marguerite.

#### Gestion et qualité des eaux
Le territoire communal est couvert par le schéma d'aménagement et de gestion des eaux (SAGE) « Sensée ». Ce document de planification concerne un territoire de 1 013 km2 de superficie, délimité par le bassin versant de l'Oise moyenne. Le périmètre a été arrêté le 24 avril 2017 et le SAGE est, en 2024, encore en élaboration. La structure porteuse de l'élaboration et de la mise en œuvre est le syndicat mixte du SAGE Oise-Moyenne (SMOM). 
La qualité des cours d'eau peut être consultée sur un site dédié géré par les agences de l'eau et l'Agence française pour la biodiversité. 

### Climat
Pour des articles plus généraux, voir Climat des Hauts-de-France et Climat de l'Oise.
En 2010, le climat de la commune est de type climat océanique dégradé des plaines du Centre et du Nord, selon une étude du CNRS s'appuyant sur une série de données couvrant la période 1971-2000. En 2020, Météo-France publie une typologie des climats de la France métropolitaine dans laquelle la commune est exposée à un climat océanique et est dans la région climatique  Nord-est du bassin Parisien, caractérisée par un ensoleillement médiocre, une pluviométrie moyenne régulièrement répartie au cours de l'année et un hiver froid (3 °C). 
Pour la période 1971-2000, la température annuelle moyenne est de 10,8 °C, avec une amplitude thermique annuelle de 15 °C. Le cumul annuel moyen de précipitations est de 727 mm, avec 11,6 jours de précipitations en janvier et 8,6 jours en juillet. Pour la période 1991-2020, la température moyenne annuelle observée sur la station météorologique la plus proche, située sur la commune de Margny-lès-Compiègne à 11 km à vol d'oiseau, est de 11,2 °C et le cumul annuel moyen de précipitations est de 633,5 mm,. Pour l'avenir, les paramètres climatiques de la commune estimés pour 2050 selon différents scénarios d'émission de gaz à effet de serre sont consultables sur un site dédié publié par Météo-France en novembre 2022.

## Urbanisme

### Typologie
Au 1er janvier 2024, Élincourt-Sainte-Marguerite est catégorisée commune rurale à habitat dispersé, selon la nouvelle grille communale de densité à sept niveaux définie par l'Insee en 2022.
Elle est située hors unité urbaine. Par ailleurs la commune fait partie de l'aire d'attraction de Compiègne, dont elle est une commune de la couronne,. Cette aire, qui regroupe 101 communes, est catégorisée dans les aires de 50 000 à moins de 200 000 habitants,.

### Occupation des sols
L'occupation des sols de la commune, telle qu'elle ressort de la base de données européenne d'occupation biophysique des sols Corine Land Cover (CLC), est marquée par l'importance des forêts et milieux semi-naturels (58,5 % en 2018), une proportion sensiblement équivalente à celle de 1990 (58,6 %). La répartition détaillée en 2018 est la suivante : 
forêts (58,5 %), terres arables (23,1 %), zones urbanisées (8,7 %), zones agricoles hétérogènes (5,1 %), prairies (4,5 %), mines, décharges et chantiers (0,1 %). L'évolution de l'occupation des sols de la commune et de ses infrastructures peut être observée sur les différentes représentations cartographiques du territoire : la carte de Cassini (XVIIIe siècle), la carte d'état-major (1820-1866) et les cartes ou photos aériennes de l'IGN pour la période actuelle (1950 à aujourd'hui).

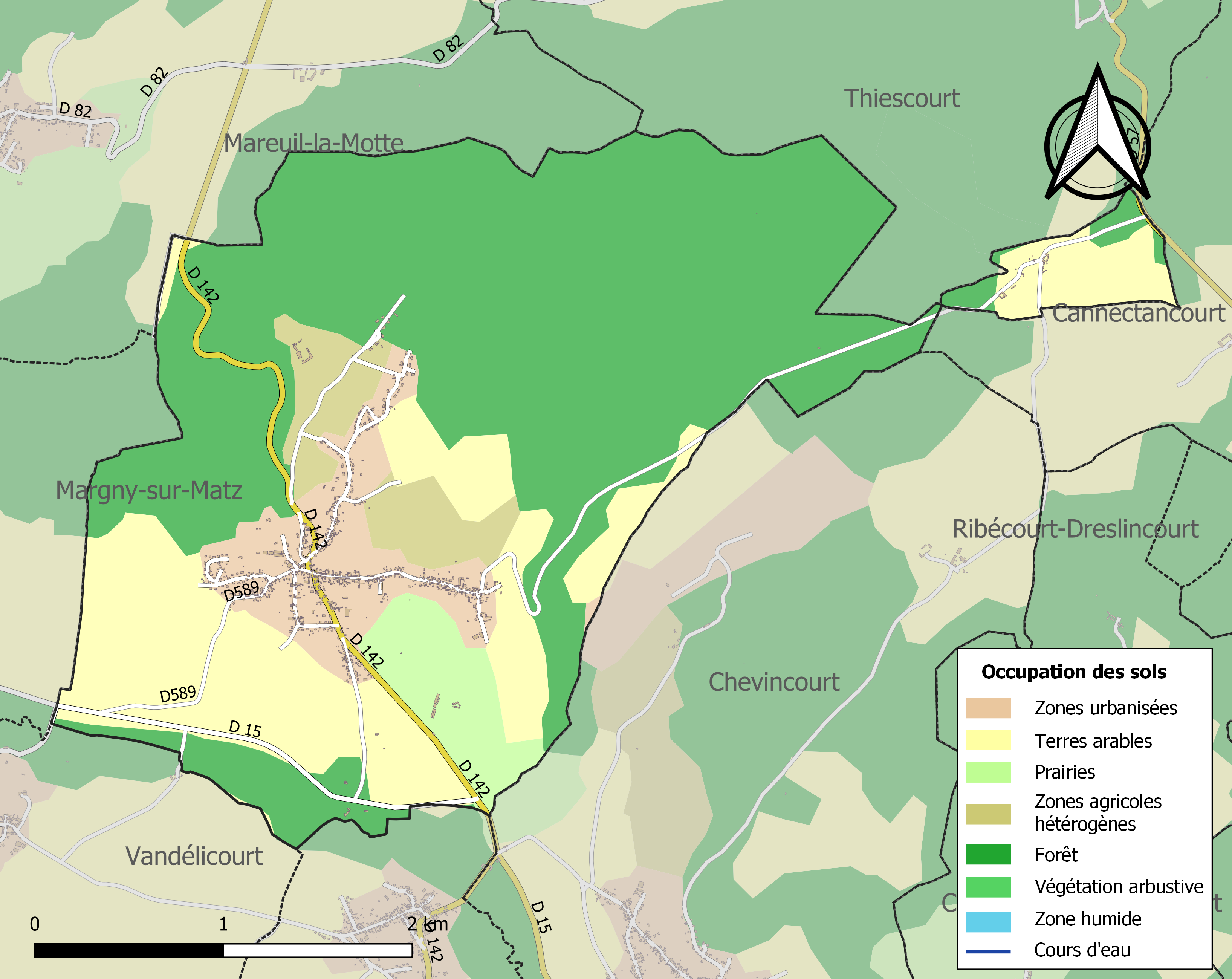
Carte des infrastructures et de l'occupation des sols de la commune en 2018 (CLC).

### Habitat et logement
En 2019, le nombre total de logements dans la commune était de 409, alors qu'il était de 399 en 2014 et de 378 en 2009.
Parmi ces logements, 85,3 % étaient des résidences principales, 10,2 % des résidences secondaires et 4,5 % des logements vacants. Ces logements étaient pour 95,3 % d'entre eux des maisons individuelles et pour 3,9 % des appartements.
Le tableau ci-dessous présente la typologie des logements à Élincourt-Sainte-Marguerite en 2019 en comparaison avec celle de l'Oise et de la France entière. Une caractéristique marquante du parc de logements est ainsi une proportion de résidences secondaires et logements occasionnels (10,2 %) supérieure à celle du département (2,4 %) et à celle de la France entière (9,7 %). Concernant le statut d'occupation de ces logements, 89,5 % des habitants de la commune sont propriétaires de leur logement (87,2 % en 2014), contre 61,4 % pour l'Oise et 57,5 pour la France entière.
| Typologie                                               | Élincourt-Sainte-Marguerite | Oise | France entière |
| ------------------------------------------------------- | --------------------------- | ---- | -------------- |
| Résidences principales (en %)                           | 85,3                        | 90,4 | 82,1           |
| Résidences secondaires et logements occasionnels (en %) | 10,2                        | 2,4  | 9,7            |
| Logements vacants (en %)                                | 4,5                         | 7,1  | 8,2            |

### Voies de communication et transports
La commune est desservie, en 2023, par les lignes 664, 681 et 6303 du réseau interurbain de l'Oise.

## Toponymie
Le nom de la localité est attesté sous la forme Aquilinicurtis en 923, Aquilinicurt en 936, Elencurt en 1118, Aelicurt en 1206, Eslencourt vers 1517.
Il s'agit d'un type toponymique médiéval en -court au sens ancien de « cour de ferme, exploitation rurale » (calque du germanique -hof « cour, ferme »), précédé du nom de personne germanique Agilin, autrement noté Agilenus.
Remarque : Aquilinicurtis est une latinisation fallacieuse inspirée d'une forme hypothétique *Aiglincurt, *Eglincurt, *Aillincurt dans lequel l'élément *Aiglin-, *Eglin-, *Aillin- a été perçu comme un dérivé du mot aigle (anciennement eigle, egle et aille qui sont des formes médiévales du mot aigle). En effet, ce dernier est issu du latin aquila, dont le dérivé est précisément aquilinus « courbé en bec d'aigle », d'où la latinisation Aquilini- (aquilin est un emprunt savant au latin XVe siècle). L'anthroponyme germanique Agilin a régulièrement donné *Aiglin-, puis *Ail(l)in- (> Aeli[n]curt en 1206, amuïssement du [g] dans certains contextes phonétiques en langue d'oïl), d'où Élin-. En outre, les toponymes en -court sont presque exclusivement composés avec des anthroponymes germaniques.
 Ni cette latinisation, ni l'étymologie populaire n'ont altéré le nom d'Élincourt, contrairement à ce qui s'observe dans Aiglemont (Ardennes).
Sainte-Marguerite fait référence à un prieuré clunisien fondé à la fin du XIe siècle à la suite d'une donation d'Hugues de Coudun,.
Bellinglise est une formation toponymique médiévale composée avec un autre nom de personne germanique, voir Bellinglise.

## Histoire
pÉlincourt a une origine ancienne : on a, en effet, découvert sur son territoire des instruments (1873, hache de pierre dans le jardin du sieur Devillers) et des sépultures au lieu-dit le Rosier datant de l'époque celtique (1842), ainsi que différents objets de la période gallo-romaine (des tuiles et un sarcophage) près du château de Bellinglise  (1861) et en 1875, au lieu-dit  le Jonquoy , un chapiteau de pierre parfaitement conservé, monument chrétien des premiers siècles[réf. nécessaire].
Élincourt est mentionnée pour la première fois dans une charte de 922, dans laquelle il est stipulé que le village, ainsi que la chapelle de Sainte-Marguerite « et autres religieux de Saint-Corneille de Compiègne, étaient dotés d'un presbytère et des revenus nécessaires aux frais du culte et aux besoins d'un prêtre qui le desservait. Le prieuré de Sainte-Marguerite, établissement social en 1119 et prieuré conventuel à partir de 1245, puis la maladrerie, créée à la suite des croisades (XIIIe siècle), dépendait de l'évêché diocésain et « rendit de grands services »[réf. nécessaire].
Louis Graves indique qu'il  « y avait à Elincourt un prieuré de l'ordre de S. Benolt, dépendant du monastère de Lihons en Santerre , fondé vers 1245 par Raoul de Condun, soixante-troisième évêque de Soissons. Cet établissement, sous le titre de Sainte-Marguerite (Sancta Margarita
de Elincuria), était conféré par l'abbé de Cluny, et était placé au-dessus du village, sur la montagne du côté de Mareuil. Il devait contenir douze moines qui acquirent avec le temps une grande aisance ; les fermes de Porte , de Reverie,. de Revenne, d'Attiche, d'Orval, leur furent successivement données, ainsi que les dîmes de Remy, Welles-Pérennes, Lécouvilton, Ressons, Margny-sur-Matz, Ecuvilly, la carrière de Ville, etc., etc., (...) L'église et les cloîtres, vendus, dans la révolution, ont été démolis (...)
On trouvait encore à Élincourt une Maison-Dieu ou hospice, et une maladrerie dont la chapelle fut dotée  en 1207 par le comte de Saint-Pol, et à laquelle nommait l'évêque diocésain.
Le Château de Bellinglise, domaine moderne avec parc et étang, forme un écart au nord du 'chef-lieu, dans un vallon entre les montagnes d'Élincourt et de Jérémie.».
En 1850, la commune était propriétaire de son presbytère. On comptait dans le territoire communal une carrière, une cendrière, une tuilerie, un moulin à vent et deux moulins à eau. Une partie de la population tissait des tissus de conton.

## Politique et administration

### Rattachements administratifs et électoraux

#### Rattachements administratifs
La commune se trouve depuis 1926 dans l'arrondissement de Compiègne du département de l'Oise.
Elle faisait partie depuis 1802 du canton de Lassigny. Dans le cadre du redécoupage cantonal de 2014 en France, cette circonscription administrative territoriale a disparu, et le canton n'est plus qu'une circonscription électorale.

#### Rattachements électoraux
Pour les élections départementales, la commune est membre depuis 2014 du  canton de Thourotte
Pour l'élection des députés, elle fait partie de la sixième circonscription de l'Oise.

### Intercommunalité
Élincourt-Sainte-Marguerite est membre de la communauté de communes du Pays des Sources, un établissement public de coopération intercommunale (EPCI) à fiscalité propre créé en 1997 et auquel la commune a transféré un certain nombre de ses compétences, dans les conditions déterminées par le code général des collectivités territoriales.

### Liste des maires
| Période                                  | Période                       | Identité                                                | Étiquette    | Qualité |
| ---------------------------------------- | ----------------------------- | ------------------------------------------------------- | ------------ | --- |
| Les données manquantes sont à compléter. |                               |                                                         |              | |
| 1799                                     | 1804                          | Pierre Margantin '1747-1821)                            |              | Notaire à Paris, propriétaire du château de Bellinglise |
| 1804                                     | 1808                          | Antoine Génard (1759-1824)                              |              | |
| 1808                                     | 1809                          | Antoine, vicomte de Héricourt (1781-1856)               |              | Devient ultérieurement maire de Machemont puis de Lassigny |
| 1809                                     | 1820                          | Pierre Margantin (1747-1821)                            |              | Notaire à Paris, propriétaire du château de Bellinglise |
| 1820                                     | 1838                          | Jacques Nicolas Defrenois (1764-1849)                   |              | Garde des bois du château de Bellinglise |
| 1840                                     | 1871                          | Alexandre Barrillon (1801-1871)                         | Centre droit | Avocat, chef de bataillon de la Garde nationale Député de l'Oise (1837 → 1839, 1842 → 1846, 1848 → 1851, 1865 → 1870) Conseiller général de Lassigny (1833 → 1833) Conseiller d'arrondissement (1833 → ?) Commissaire du gouvernement dans l'Oise (1848 → 1848) Décédé en fonction |
| 1871                                     | 1907                          | François-Ernest Dutilleul (1825-1907)                   | Centre-droit | Inspecteur des finances, gendre d'Alexandre Barrillon Ministre des Finances (1877 → 1877) Président de la Banque de Paris et des Pays-Bas (1877 → 1894) Grand-officier de la Légion d'honneur Décédé en fonction                                                                   |
| 1907                                     | 1917                          | François Georges Augustin Collart-Dutilleul (1841-1917) |              | Frère du précédent Conseiller référendaire à la Cour des Comptes Mort en fonction |
| 1919                                     | 1925                          | Eugène Gourlet (1859-1944)                              |              | |
| 1925                                     | 1929                          | Bernard Louis Collart-Dutilleul (1870-1952)             |              | Fils de François Georges Augustin Collart-Dutilleul Ancien élève de l'école militaire de Saint-Cyr, Capitaine de cavalerie Chevalier de la Légion d'Honneur |
| 1929                                     | 1933                          | Eugène Gourlet (1859-1944)                              |              | |
| 1933                                     | 1935                          | Aimé Désiré Monchy (1880-1946=                          |              | |
| 1935                                     | 1941                          | Raymond Hauroy (1869-1948                               |              | |
| 1941                                     | 1945                          | Jacques Le Queré (1872-1947)                            |              | |
| 1945                                     | 1959                          | Jacques Paul Charles Joseph Pierre Lefèbvre (1911-1977) |              | Croix de guerre 1939-1945 |
| 1959                                     | 1965                          | Jean Meaux                                              |              | Marchand volailler |
| 1965                                     | 1971                          | Jacques Paul Charles Joseph Pierre Lefèbvre (1911-1977) |              | Croix de guerre 1939-1945 |
| 1971                                     | 2001                          | Gaston Pohier (1925-2015)                               | PS           | Retraité des postes, militant syndical |
| 2001                                     | 2014                          | Jean-Claude Hourriez (1948- )                           | PCF          | Retraité GDF, militant syndical |
| 2014                                     | mai 2020                      | Bruno Huygebaert                                        | LR           | Agent de police |
| mai 2020                                 | En cours (au 2 décembre 2021) | Annie Ménard 1954- )                                    | DVG          | Greffière retraitée |

## Équipements et services publics

### Enseignement
Les enfants de la commune sont scolarisés avec ceux de Marest-sur-Matz.dans le cadre d'un regroupement pédagogique intercommunal (RPI).
Les écoles d'Elincourt accueillent les classes de la toute petite section (TPS) au CP/CE1. L'école maternelle date de 2020 et remplace d'anciens préfabriqués,.

### Marché hebdomadaire
Un marché hebdomadaire a lieu le lundi en fin d'après-midi.

## Population et société

### Démographie

#### Évolution démographique
L'évolution du nombre d'habitants est connue à travers les recensements de la population effectués dans la commune depuis 1793. Pour les communes de moins de 10 000 habitants, une enquête de recensement portant sur toute la population est réalisée tous les cinq ans, les populations de référence des années intermédiaires étant quant à elles estimées par interpolation ou extrapolation. Pour la commune, le premier recensement exhaustif entrant dans le cadre du nouveau dispositif a été réalisé en 2006.

En 2022, la commune comptait 918 habitants, en évolution de +6,13 % par rapport à 2016 (Oise : +0,87 %, France hors Mayotte : +2,11 %).
| 1793 | 1800 | 1806 | 1821 | 1831 | 1836 | 1841 | 1846 | 1851 |
| ---- | ---- | ---- | ---- | ---- | ---- | ---- | ---- | ---- |
| 769  | 792  | 789  | 774  | 866  | 873  | 844  | 817  | 784  |

| 1856 | 1861 | 1866 | 1872 | 1876 | 1881 | 1886 | 1891 | 1896 |
| ---- | ---- | ---- | ---- | ---- | ---- | ---- | ---- | ---- |
| 773  | 794  | 726  | 690  | 675  | 661  | 634  | 633  | 627  |

| 1901 | 1906 | 1911 | 1921 | 1926 | 1931 | 1936 | 1946 | 1954 |
| ---- | ---- | ---- | ---- | ---- | ---- | ---- | ---- | ---- |
| 582  | 562  | 543  | 421  | 417  | 393  | 377  | 426  | 452  |

| 1962 | 1968 | 1975 | 1982 | 1990 | 1999 | 2006 | 2011 | 2016 |
| ---- | ---- | ---- | ---- | ---- | ---- | ---- | ---- | ---- |
| 484  | 512  | 519  | 632  | 681  | 763  | 824  | 907  | 865  |

| 2021 | 2022 | - | - | - | - | - | - | - |
| ---- | ---- | - | - | - | - | - | - | - |
| 898  | 918  | - | - | - | - | - | - | - |

#### Pyramide des âges
La population de la commune est relativement jeune.
En 2018, le taux de personnes d'un âge inférieur à 30 ans s'élève à 33,3 %, soit en dessous de la moyenne départementale (37,3 %). À l'inverse, le taux de personnes d'âge supérieur à 60 ans est de 21,8 % la même année, alors qu'il est de 22,8 % au niveau départemental.
En 2018, la commune comptait 450 hommes pour 406 femmes, soit un taux de 52,57 % d'hommes, largement supérieur au taux départemental (48,89 %).
Les pyramides des âges de la commune et du département s'établissent comme suit.
| Hommes | Classe d’âge | Femmes |
| ------ | ------------ | ------ |
| 0,0    | 90 ou +      | 0,5    |
| 5,5    | 75-89 ans    | 4,9    |
| 16,7   | 60-74 ans    | 16,2   |
| 22,0   | 45-59 ans    | 27,2   |
| 20,4   | 30-44 ans    | 20,2   |
| 14,7   | 15-29 ans    | 11,9   |
| 20,8   | 0-14 ans     | 19,1   |

| Hommes | Classe d’âge | Femmes |
| ------ | ------------ | ------ |
| 0,5    | 90 ou +      | 1,4    |
| 5,5    | 75-89 ans    | 7,6    |
| 15,6   | 60-74 ans    | 16,3   |
| 20,8   | 45-59 ans    | 20     |
| 19,4   | 30-44 ans    | 19,4   |
| 17,6   | 15-29 ans    | 16,2   |
| 20,6   | 0-14 ans     | 19,1   |

## Culture locale et patrimoine

### Lieux et monuments

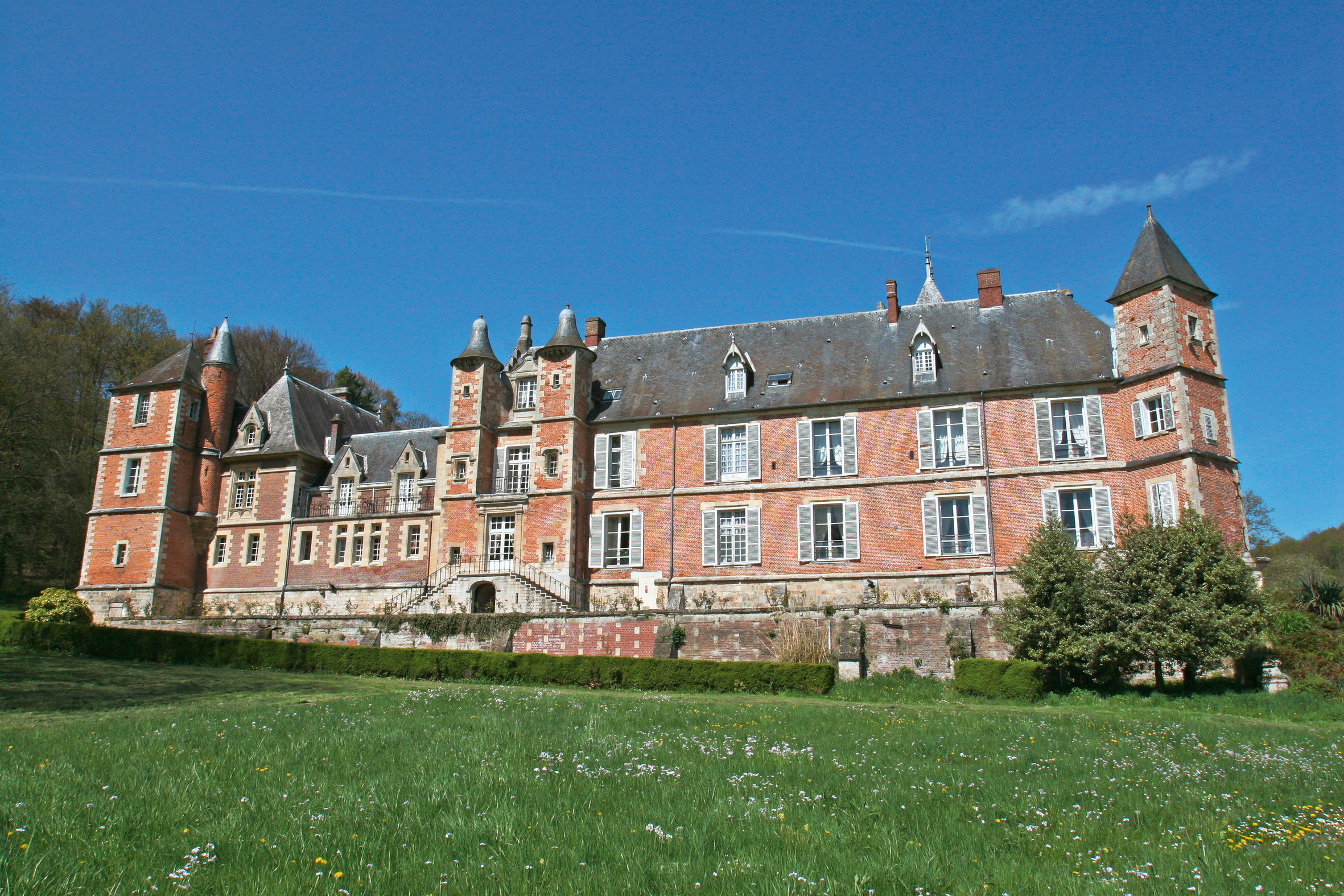
Le château de Bellinglise.

- Église Notre-Dame et Sainte-Marguerite : 
Cette église paroissiale classée au registre des monuments historiques en 1913 reprend partiellement  la dédicace de l'ancienne église du prieuré bénédictin détruite lors de la Révolution française et qui abritant des reliques de Sainte Catherine. Cette église a survécu à la Première Guerre mondiale mais résulte d'une restructuration trop radicale achevée en 1876 dans un style néogothique qui a enlevé à l'aménagement intérieur toute authenticité. 
Son plan est constitué d'une nef de trois travées avec bas-côtés, un transept, et un chœur formé d'une travée droite et d'une abside en hémicycle, dont certaines parties datent du XIIe siècle. Le croisillon et le bas-côté sud, ainsi que la façade du croisillon nord, résultent d'une reconstruction effectuée au XVIe siècle. Le clocher a été bâti en remplacement de celui qui s'était effondré en 1745 à la suite d'un incendie.
L'église dispose d'un magnifique maître-autel en marbre du XVIIIe siècle et du mobilier liturgique (autels secondaires, chaire à prêcher, tribune) néo-gothique[42]

- Château de Bellinglise
- Moulin à vent Valois du XVIIIe siècle, au lieu-dit l'Écouvillon et qui surplombe la montagne du Paradis. Il a brûlé pendant la Première Guerre mondiale et il n'en reste que la tour. Acquis par la commune vers 2002, sa restauration  est espérée avec l'aide de  la Région des Hauts-de-France[43],
- Monument aux morts
- Un particulier a construit à partir de 2003 une maison imitant un édifice du Moyen Âge[44]
- Base nature et randonnée d'Elincourt-Sainte-Marguerite[45].

### Personnalités liées à la commune
- Romulus Antoine Hennon-Dubois (1799-1849) et son frère Denis François Hennon-Dubois (1791-18?), peintres et lithographes, sont nés à Élincourt-Sainte-Marguerite.
- Abel Lefranc, historien de la littérature, membre de l'Institut, professeur au Collège de France, est né à Élincourt-Sainte-Marguerite en 1863.

### Héraldique
| Blason de Élincourt-Sainte-Marguerite | Blason  | Parti : au premier de gueules aux deux fasces d'argent, celle en pointe chargée de trois étoiles de sable, au second d'azur à l'épée d'argent garnie d'or, surmontée d'une couronne royale du même et accostée de deux fleurs de lys aussi d'or. |
| Blason de Élincourt-Sainte-Marguerite | Détails | Le statut officiel du blason reste à déterminer. |